# Ostafrika-Potto
Der Ostafrika-Potto (Perodicticus ibeanus) ist eine Primatenart aus der Familie der Loris (Lorisidae). Die Nominatform kommt im Norden der Demokratischen Republik Kongo zwischen dem Kongo und dem Ubangi, im Nordosten dieses Landes, südlich etwa bis zur Provinz Südkivu, im nordwestlichen Burundi, in Ruanda, Uganda und im Westen Kenias in einem Streifen nördlich des Victoriasees etwa bis Nandi County vor. Die nur durch ein einziges, im Jahr 1938 in einer Höhe von 1830 Metern gefundenes Exemplar bekannte Unterart Perodicticus ibeanus stockleyi lebt oder lebte in Bergwäldern am Mount Kenya in Zentralkenia. Sie ist möglicherweise inzwischen ausgestorben.

## Merkmale
Der Ostafrika-Potto erreicht eine Kopf-Rumpf-Länge von etwa 35 cm und ein Gewicht von 1 bis 1,2 kg und ist damit von der Größe her die mittlere der drei Pottoarten. Der Schwanz ist mit einer durchschnittlichen Länge von 5 cm nur halb so lang wie der des Kamerun-Pottos. Das Fell ist dick, wollig und auf dem Rücken schwärzlich. Hände und Füße sind dunkelbraun. Der Ostafrika-Potto hat im Vergleich zu den anderen beiden Arten kleinere Zähne.
P. ibeanus stockley hat ein zimtfarbenes Gesicht, eine rötliche Schnauze, eine gelbliche Kehle und relativ kurze, cremefarbene Bauchhaare.

## Lebensweise
Der Ostafrika-Potto lebt in Sumpfwäldern, Regenwäldern und Bergregenwäldern bis in Höhen von 600 Metern. Die genaue Lebensweise der Art wurde bisher nicht näher erforscht. Wie andere Pottos ist er baumbewohnend (arboreal), nachtaktiv und wird sich vor allem von reifen Früchten, Insekten und kleinen Wirbeltieren ernähren.

## Gefährdung
Der Ostafrika-Potto ist weit verbreitet, nicht selten und wird von der International Union for Conservation of Nature and Natural Resources (IUCN) als „nicht gefährdet“ eingestuft. Er kommt in acht Schutzgebieten vor, unter anderem im Nationalpark Kahuzi-Biéga im Kongo, im ruandischen Vulkan-Nationalpark, im Bwindi Impenetrable National Park und Queen-Elizabeth-Nationalpark im Südwesten Ugandas und im Mount-Elgon-Nationalpark und der Kakamega Forest National Reserve im Westen Kenias.